# Осада Намюра (1746)
Осада Намюра — одно из сражений Войны за австрийское наследство. Осада Намюра продолжалась с 6 сентября по 30 сентября 1746 года.

## Перед осадой
Намюр, благодаря своему географическому расположению, имел важное стратегическое значение. Город защищала, как и во время осады 1692 года, крепость, заключавшая три прикрывавшие друг друга сильных укрепления: Старый замок, укрепление Терра-Нуова и форт Вильгельм; с правого берега цитадель прикрывалась фортом Камюс с несколькими редутами. Городские укрепления состояли из 8 бастионов с наполненными водой рвами и многочисленных отдельных фортов на главенствующих высотах, против дд. Буж и Ведер. На правом берегу реки Маас, в качестве предмостных укреплений, находились форты Жамб и Бирахт. Гарнизон состоял из 11 голландских и двух австрийских батальонов и 1 эскадрона кавалерии, общим числом около 9 тысяч человек генерала Колиара, и был довольно скудно снабжен припасами и поэтому не готов к длительной обороне.

## Осада
5 сентября 1746 года французская армия, из 59 батальонов и 56 эскадронов, полностью обложила Намюр и 11 сентября был открыт огонь против укреплений Эпиноа и С.-Антуан, а 12 сентября батареями при Сальсин — против форта Вильгельм; в ночь на 13 сентября были выстроены параллели против форта Кокеле и форта Святого Николая, а также против форта Бирахт на левого берега Мааса.

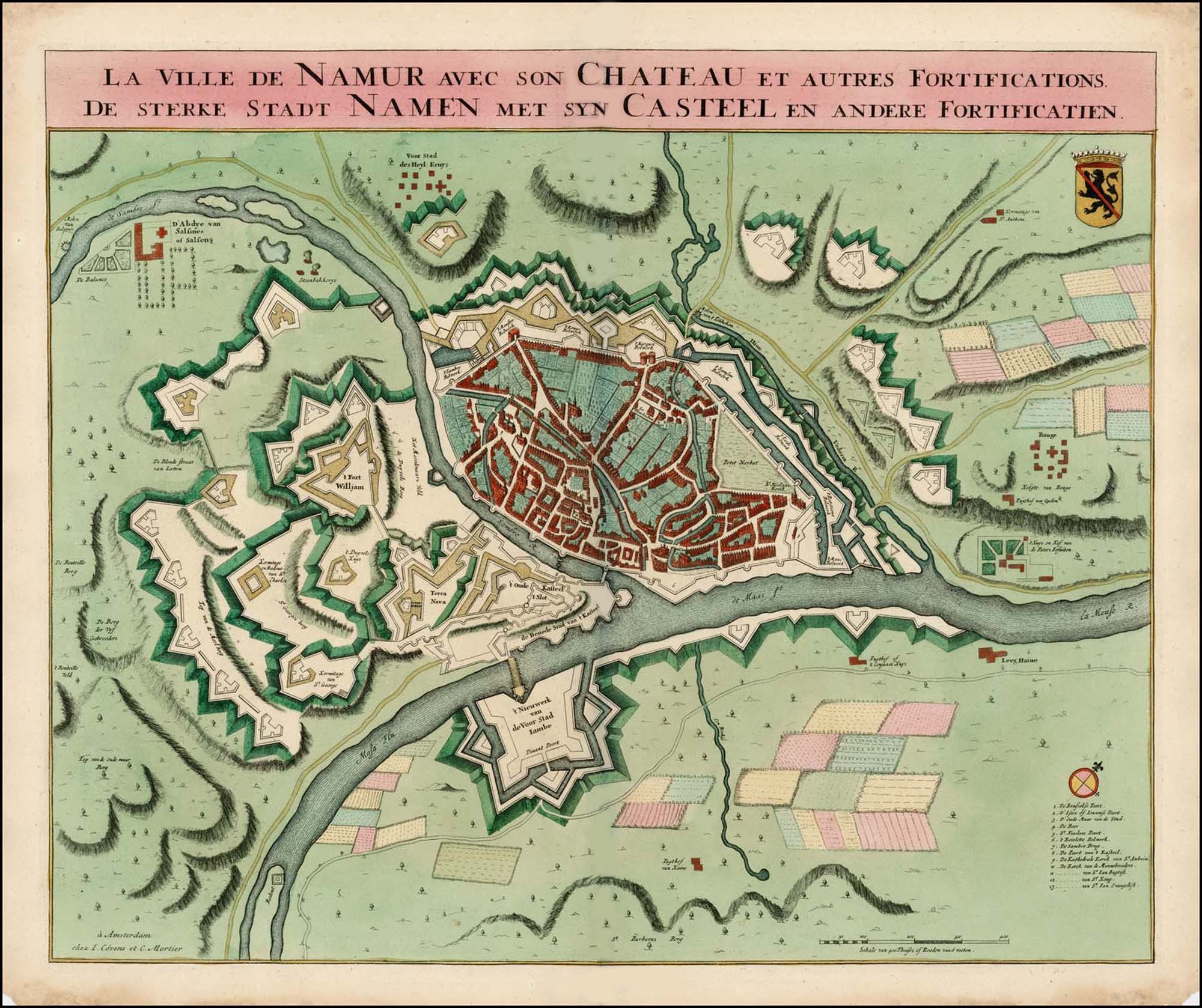
Театр военных действий

В ночь на 15 сентября французы закончили вторую параллель против Святого Николая и фортов Балар и Кокеле. Форты Бирахт и Балар вскоре были захвачены внезапным нападением, а форт Кокеле был полностью отрезан от крепости. 17 сентября атакующие открыли огонь против полубастиона С.-Рох из брешь-батарей, установленных в форте Бирахт, а 18 сентября 12 рот гренадер ночью овладели укреплением, захватив в плен весь его гарнизон.
Утром 19 сентября на военном совете, собранном комендантом, было решено сдать город с условием, что гарнизон его перейдет в цитадель. Французы рассчитывали ограничиться лишь блокадой последней, но король приказал овладеть Намюром как можно скорее. Поэтому 24 сентября атакующие открыли сильный артиллерийский огонь против форта Вильгельм и цитадели из 39 орудий, 27 мортир и 8 гаубиц, установленных в равнине и 3 бастионах при Самбре; осажденные на него ответили огнем всех пушек.
В ночь на след. день были выведены траншеи к фортам Вильгельм и Камюс и построены в них батареи. С обеих сторон поддерживался сильный огонь. 29 сентября французы штурмовали форт Камюс, но овладели лишь редутом Казотт. Голландцы, однако, вынуждены были оставить Камюс; к этому времени в форт Вильгельм и Терра-Нуова были пробиты бреши, и 30 сентября, когда французы овладели у форта Вильгельм прикрытым путём, на стенах старого замка был выкинут белый флаг. Потери французов с 5 по 30 сентября превысили шестьсот человек, голландцы же потеряли 80 солдат и офицеров убитыми и 240 защитников города получили ранения.
В 1748 году, в конце войны, Намюр был отдан обратно голландцам.